# Фортеск'ю
Фортеск'ю (англ. Fortescue River) - пересихаюча річка в регіоні Пілбара австралійського штату Західна Австралія. Третя за довжиною річка штату.
У річки є 24 притоки.
Початок річки знаходиться недалеко від гори Дедмен-Хілл хребта Офталмія, приблизно за 30 км на південь від міста Ньюмен. Спочатку Фортеск'ью протікає в північному напрямку паралельно Великому Північному шосе (Great Northern Highway). 
Потім річка тече в північно-західному напрямку, потім - у західному, знову перетинаючись із Більшим Північним шосе, і знову в північному. Недалеко від Шосе № 1 Фортеск'ью продовжує текти в західному напрямку, поки не впадає в Індійський океан приблизно за 40 км на південний захід від міста Дампір. Гирло річки являє собою великий естуарій площею 23,3 км². Територія естуарію представлена низиною, затоплюваною морською водою, і літоральною рівниною.
Річка одержала свою сучасну назву в 1861 році під час експедиції мандрівника Френсіса Томаса Грегорі, що назвав її на честь заступника міністра колоній Британської імперії, що профінансував дослідницькі роботи.
Стік - у грудні-січні, після літніх дощів, в інший час річка пересихає. В 1982 році на річці була побудована дамба Офталмія.
| Австралія | Це незавершена стаття з географії Австралії. Ви можете допомогти проєкту, виправивши або дописавши її. |